# سباستین فتل
سباستین فِتِل (به آلمانی: Sebastian Vettel) (زادهٔ ۳ ژوئیهٔ ۱۹۸۷) رانندهٔ آلمانی فرمول یک بود. او چهار بار قهرمان پیاپی در فرمول یک در سال‌های ۲۰۱۰، ۲۰۱۱، ۲۰۱۲ و ۲۰۱۳ همراه با تیم ردبول را در کارنامه دارد و از دید بسیاری، یکی از بهترین راننده‌های تاریخ این ورزش است.
او کار خود را از تیم سائوبر در سال ۲۰۰۷ شروع کرد سپس به تیم توروروسو رفت بعد به تیم ردبول پیوست او در سال ۲۰۱۵ به فراری پیوست و تا پایان فصل ۲۰۲۰ با این تیم قرارداد داشت. او برای سال ۲۰۲۱ از فراری جدا شد و به تیم فرمول یک استون مارتین پیوست و نهایتا در پایان فصل ۲۰۲۲ از دنیای فرمول یک خداحافظی کرد.او تعدادی از رکوردهای مربوط به «جوان‌ترین» های فرمول یک را در اختیار دارد. فتل رکورد دار پیروزی متوالی در مسابقات جایزه بزرگ همراه با مایکل شوماخر با ۹ پیروزی پیاپی بود. او همچنین با ۵۳ پیروزی در مسابقات جایزه بزرگ، در رتبه سوم برترین رانندگان تاریخ قرار دارد. فتل با ۱۲۱ بار رفتن بر روی سکو در رده سوم و با ۵۷ پیروزی در تعیین خط، در جایگاه چهارم بهترین رانندگان تاریخ قرار دارد.

## زندگی شخصی
فتل در هپنهایم (Heppenheim)واقع در غرب آلمان به دنیا آمد. او دارای یک برادر کوچک به نام فابیان و دو خواهر بزرگتر از خود به نام‌های ملانی و استفانی است. فتل در یکی از مصاحبه‌های خود اظهار کرد که در مدرسه وضعیت افتضاحی داشته؛ او همچنین به قهرمانان دوره کودکی خود با عنوان «سه مایکل» اشاره کرد که به ترتیب مایکل شوماخر، مایکل جکسون و مایکل جردن بودند. او همچین گفت که علاقه داشته مانند مایکل جکسون خواننده باشد ولی متوجه شده که صدای خوانندگی ندارد و نمی‌تواند.
فتل در سوئیس زندگی می‌کند و و از طرفداران بوندس‌لیگا اینتراخت فرانکفورت است. او در حال حاضر با هانا پراتر(Hanna Prater) که از دوران مدرسه با یکدیگر آشنا بودند رابطه دارد. سباستین و هانا در سال ۲۰۱۹ و در فاصله زمانی بین گرندپری کانادا و فرانسه ازدواج کردند.

## شغل

### دورهٔ آماتور
سباستیان فتل کار خود را در سال ۱۹۹۵ با شرکت در مسابقات کارتینگ آغاز کرد و عنوان‌های متنوعی همچون جام کارتینگ جوانان موناکو (۲۰۰۱)؛ در سال ۲۰۰۳ او در مسابقات خودروی چرخ‌باز شرکت کرد و در سال ۲۰۰۴ برنده رقابت فرمول بی ام و بادست یافتن به در ۱۸بار قهرمانی از ۲۰دور در مسابقه شد. در سال ۲۰۰۵ فتل برای اِی‌اس‌اِل موکه موتور (ASL Mucke Motorsport) در فرمول سه یوروسری رانندگی کرد و در رده‌بندی نهایی با۶۴ امتیاز در جایگاه پنجم جدول قرار داده شد؛ او برندهٔ جایزهٔ برترین تازه‌کار سال شد. او به علت سلطهٔ همه جانبهٔ لوئیز همیلتون در مسابقات هیچ مقام قهرمانی به دست نیاورد. با این وجود، او در قبال تقدیر از قهرمانی اش در مسابقات فرمول بی‌اِم‌و یک خودرو Williams FW27 مخصوص فرمول یک دریافت کرد. سپس به فعالیت برای تیم BMW Sauber پرداخت.

فتل کار خود را در سال ۲۰۰۶ در رقابت‌های فرمول سه یوروسری با جایگاه دوم یعنی پشت سر هم تیمی خود پل دی رستا (Paul di Resta)به پایان رساند. او همچنین مسابقات سری جهانی رنو (World Series by Renault)را در پیست میسانو (Misano)در ایتالیا امتحان کرد ولی در این رقابت پس از پاستور مالدونادو(Pastor Maldonado) راننده ونزوئلایی قرار گرفت و رد صلاحیت شد.
در دور مسابقات در پیست اسپا-فرانکورشان (Spa-Francorchamps) انگشت فتل در برخورد با قطعه‌های اتومبیل که بر اثر تصادف در هوا معلق بودند آسیب دید و انتظار می‌رفت که او هفته‌ها از دور مسابقات به دور باشد.
با این وجود او در هفتهٔ بعد در پیست پارک زندورت (Zandvoort)در هلند به رقابت پرداخت و به مکان ششم دست یافت. او همچنین عنوان سومین دور پرسرعت را به نام خود ثبت کرد که همین باعث حیرت سرپرست تیم اِی‌اِس‌اِم یعنی فردریک وسر (Frédéric Vasseur) شد. وسر در این باره گفت: «من قطعاً تحت تأثیر قرار گرفتم؛ زیرا در آغاز هفته مطمئن بودم که او رقابت نخواهد کرد! ولی او در اولین جلسه تمرین سرعت خوبی را به نمایش گذاشت. من تصور نمی‌کنم صددرصد ولی حداقل می‌دانیم که ما می‌توانیم در دور بعدی مسابقات یوروسری در نوربورگ‌رینگ Nürburgring رقابت کنیم و این مهم است.»

فتل در سری جهانی رنو در سال ۲۰۰۷ به رقابت پرداخت و اولین قهرمانی اش را در نوربورگ‌رینگ (Nürburgring)آلمان به دست آورد. او با این قهرمانی دائماً به فرمول یک دعوت شد و جایگاه خود را به هموطن آلمانی اش مایکل آمرمولر (Michael Ammermüller) واگذار کرد.

## فرمول یک

### BMW sauber_۲۰۰۷–۲۰۰۶

#### ۲۰۰۶
فتل راننده سوم تیم بی‌اِم‌و زاوبر(BMW Sauber) در سال ۲۰۰۶ در جایزه بزرگ ترکیه بود. در زمانی که رابرت کوبیکا(Robert Kubica)او را در جایزه بزرگ مجارستان ۲۰۰۶ به اجبار جایگزین ژاک ویلنوو کرد.

فتل با ثبت سریع‌ترین زمان در اولین دور آزمایشی در تمرینات دو جمعه قبل از شروع رقابت‌ها همه را تحت تأثیر قرار داد.
راننده جوان آلمانی نیز دردومین دور آزمایشی خود در سال ۲۰۰۶ جایزه بزرگ ایتالیا با ثبت سریع‌ترین زمان در هر دو جمعهٔ تمرینی قبل از رقابت‌ها تأثیرگذار بود.

#### ۲۰۰۷
در سال۲۰۰۷ او به عنوان راننده تست ب ام و تأیید شد.

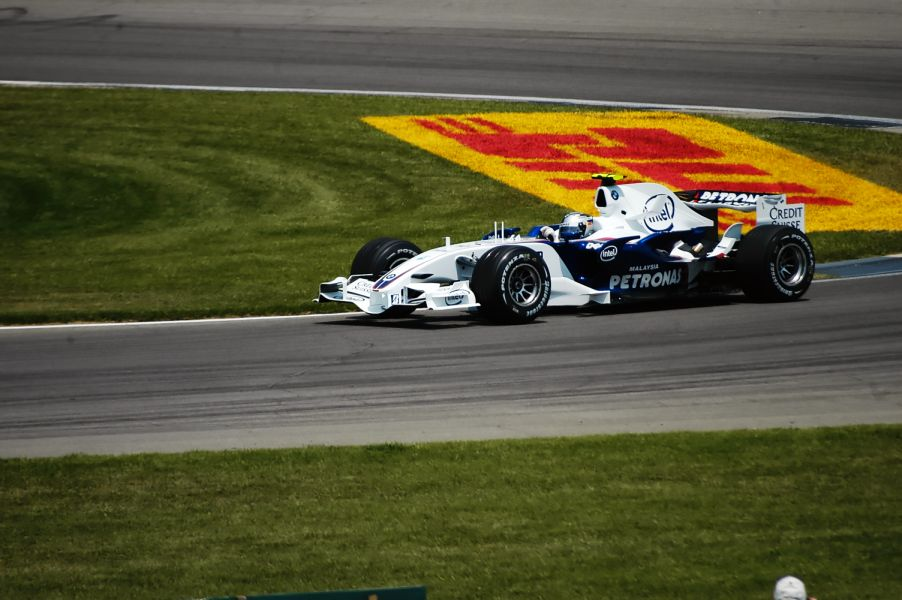
فتل اولین رقابت فرمول یک سال ۲۰۰۷ جایزه بزرگ آمریکا برای تیم BMW Sauber رانندگی کرد

به دنبال تصادف راننده همیشگی ب اِم و کیوبیکا در جایزه بزرگ کانادا فتل در رقابت جایزه بزرگ آمریکا جایگزین او شد و کار خود را در جایگاه هفتم پشت خط آغاز کرد و با کسب مقام هشتم در این دوره مسابقات عنوان جوان‌ترین راننده فرمول یک (۱۹ سال و ۳۴۹روز سن) که در طول رقابت به یک امتیاز دست یافته‌است از آن خود کند، این رکورد پیش از این در دست جانسون باتن بریتانیایی -کسی که با۲۰سال و ۶۴روز سن در مسابقه جایزه بزرگ برزیل سال ۲۰۰۰ در رتبه ششم جای گرفت.

### Toro Rosso۲۰۰۷–۲۰۰۸

#### ۲۰۰۷
در ۳۱ ژوئیه سال ۲۰۰۷ ب‌اِم‌و به فتل اجازه داد تا در تیم ردبول Scuderia Toro Rosso جایگزین اسکات اسپید آمریکایی (Scott Speed) یکی از رانندگان ردبول پس از رقابت جایزه بزرگ مجارستان بپیوندد.

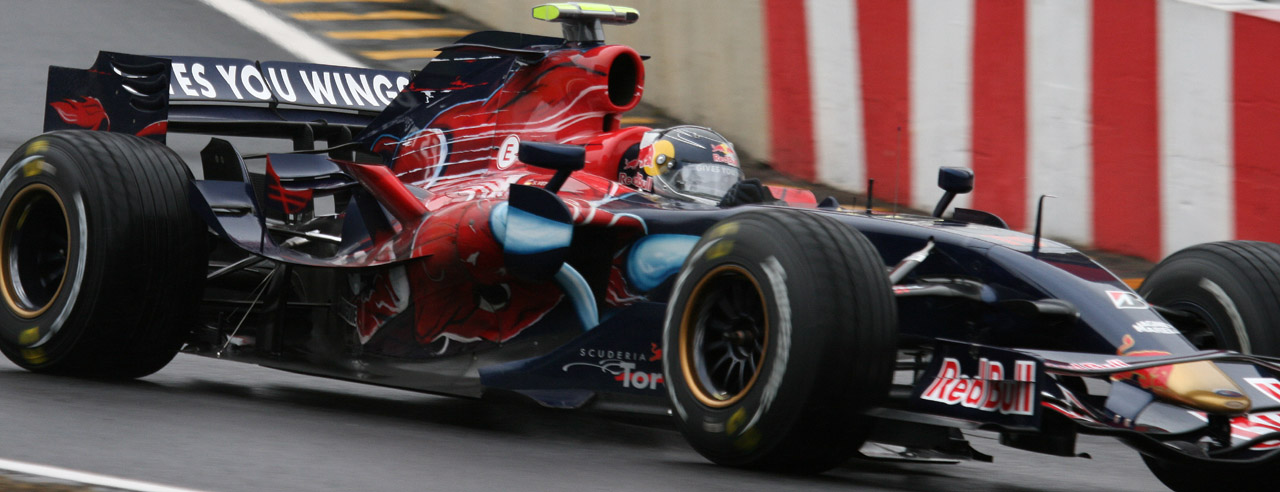
فتل در تیم رنو در رقابت‌های جام بزرگ برزیل

او حدوداً ۱۶۵۰۰۰دلار برای پایان فصل از رنو دریافت کرد.
قبل از شروع مسابقات همچنین اعلام شد که فتل تا سال۲۰۰۸؛ با همکاریSébastien Bourdais سباستین بوردی
برای رنو رانندگی خواهد کرد.

فتل تلاش می‌کرد که سرعت خود را طوری نگه دارد که به جای رقابت با گروه‌های سطح پایین (تویوتا، هوندا، Toro Rosso, Super Aguri) با رقیبان دست بالا به رقابت بپردازد.

در جاده باران زده جایزه بزرگ ژاپن در فوجی، عملکرد فتل او را در جایگاه سوم یعنی پشت سر لوئیز همیلتون و راننده ردبول مارک وبر قرار داد، به نظر می‌رسید که او نه‌تنها در صدر رقابت‌ها قرار دارد بلکه جز برگ برنده‌های تیم رنو خواهد بود؛ اما فتل با برخورد با مارک وبر در دور ایمنی که باعث خارج شدن هر ذو آنها از از مسابقه شد. وبر در مصاحبه پس از پایان مصاحبه گفت: «اون هنوز بچه است… بچه بدون تجربهٔ کافی! بچه‌ها یه سری کار خوب انجام میدن بعدش همه چیو به فنا می‌دهند!» وبر نیز از همیلتون بخاطر حرکت غیرقابل پیش‌بینی اش و مؤثر بودن در پیش‌آمدن تصادف انتقاد کرد.
فتل در ابتدا به عنوان مجازات ده نوبت عقب‌تر از جای فعلی در ادامهٔ رقابت شرکت می‌کرد ولی با گذاشتن یک فیلم ویدویی توسط یکی از تماشاچیان در یوتیوب که چگونگی حادثه و نقش رفتار همیلتون در پشت سر خودرو ایمن را نشان می‌داد؛ این حکم لغو شد.

با این حال فتل موفق شد با کسب رده چهارمی و پنج امتیاز قهرمانی در هفتهٔ بعد در جایزه بزرگ چین بهترین نتیجه را در تاریخ تیم رنو بدست آورد.

دیتریش ماتسیتس (Dietrich Mateschitz) صاحب ردبول گفت که اعتقاد دارد فتل یکی از ستاره‌های بزرگ فرمول یک در آینده خواهد بود. «فتل یکی از جوانان با پتانسیلی فوق‌العاده است [...] او سریع، باهوش و بسیار علاقه‌مند به جانب فنی است.»

## ۲۰۰۹–۲۰۱۴ ردبول
این رانندهٔ جوان از یکه‌تازی دست نمی‌کشید و افتخارات را یکی پس از دیگری از آن خود می‌کرد، رسانه‌ها به او لقب شوماخر جوان داده بودند ولی او از تاریخ سازی دست نمی‌کشید. در سال ۲۰۰۹ به ردبول پیوست و توانست ۴ قهرمانی پشت سر هم کسب بکند. پس از این قهرمانی‌ها در سال ۲۰۱۴ او عملکرد فوق‌العاده بدی داشت و تبدیل به دومین راننده ای شد که سال بعد از قهرمانی اش نتوانست حتی یک مسابقه را ببرد، این در حالی بود که هم تیمی اش، دنیل ریکاردو سوم شده بود و سباستیان پنجم.

## ۲۰۱۵–۲۰۲۰ فراری
در سال ۲۰۱۵ او به تیم فراری ملحق شد و جای فرناندو آلونسو را گرفت، در این فصل او توانست ۱۳ سکو بدست آورد و ۳ مسابقه را نیز ببرد و با ۲۷۸ امتیاز پس از همیلتون و روزبرگ سوم بشود. برای فصل بعد فراری قول پیشرفت داده‌است و فتل امیدوار است تا سال موفقی پیش رو داشته باشد. در تمام سال‌های حضور سباستیان فتل در فراری، او یکی از مدعی‌های اصلی برای قهرمانی به حساب می‌آمده‌است، مخصوصاً در سال‌های ۲۰۱۷ و ۲۰۱۸ که او همیلتون را به چالش کشید ولی در نهایت این مرسدس و راننده بریتانیایی اش بودند که قهرمان شدند. او در هر دو سال با پنج پیروزی نایب قهرمان شد. در سال ۲۰۱۸ او و فراری با اشتباهاتی که مرتکب شدند بهترین فرصت برای پایان دادن به سلطه مرسدس در فرمول یک را از دست دادند و امیدوار بودند که بتوانند در سال ۲۰۱۹ به این مهم دست یابند.
در فصل ۲۰۲۰ هم که به علت شیوع ویروس کرونا در ۱۷ راند برگزار شد با ۳۳ امتیاز در رده سیزدهم جدول رانندگان قرار گرفت که بدترین نتیجه سباستین فتل با فراری بود

## نام ماشین‌ها
فتل همیشه برای ماشین‌هایش اسم می‌گذارد، در این رابطه او بیان کرده‌است: 
خیلی مهمه با ماشینت ارتباط نزدیکی داشته باشی. مثل یک کشتی، باید ماشین شما یه اسم دخترونه داشته باشه.
فتل از سال ۲۰۰۸ این کار را شروع کرد و نام‌های ماشین‌هایش به این شکل است:
- سال ۲۰۰۸ – STR3 – جولی
- سال ۲۰۰۹ – RB5 – کِیت و خواهر کثیفش
- سال ۲۰۱۰ – RB6 -لیز خوشگله و رَندی مَندی
- سال ۲۰۱۱ – RB7 -کایلی فرفری
- سال ۲۰۱۲ – RB8 – اَبی
- سال ۲۰۱۳ – RB9 -هایدی شکمو
- سال ۲۰۱۴ – RB10 -سوزی
- سال ۲۰۱۵ – SF15T – اِوا
- سال ۲۰۱۶ – SF16H- مارگریتا
- سال ۲۰۱۷ – SF70H- جینا
- سال ۲۰۱۸- SF71H- لوریا
- سال ۲۰۱۹- SF90- لینا[۱۹]
- سال ۲۰۲۰- SF1000- لوسیلا[۱۹][۲۰]

## نتایج مسابقات

### خلاصه تمام نتایج
| فصل   | رده                            | تیم                     | مسابقات | برد | پول پوزیشن | س/دور | سکو  | امتیاز | جایگاه     |
| ----- | ------------------------------ | ----------------------- | ------- | --- | ---------- | ----- | ---- | ------ | ---------- |
| ۲۰۰۳  | Formula BMW ADAC               | Eifelland Racing        | ۱۹      | ۵   | ۵          | ۵     | ۱۲   | ۲۱۶    | دوم        |
| ۲۰۰۴  | Formula BMW ADAC               | ADAC Berlin-Brandenburg | ۲۰      | ۱۸  | ۱۴         | ۱۳    | ۲۰   | ۳۸۷    | اول        |
| ۲۰۰۵  | Formula 3 Euro Series          | ASL Mücke Motorsport    | ۲۰      | ۰   | ۰          | ۱     | ۶    | ۶۳     | پنجم       |
| ۲۰۰۵  | Masters of Formula 3           | ASL Mücke Motorsport    | ۱       | ۰   | ۰          | ۰     | ۰    | N/A    | یازدهم     |
| ۲۰۰۵  | Spanish Formula 3 Championship | Racing Engineering      | ۱       | ۰   | ۰          | ۰     | ۱    | ۸      | پانزدهم    |
| ۲۰۰۵  | جایزه بزرگ ماکائو              | ای‌اس‌ام اف۳              | ۱       | ۰   | ۰          | ۰     | ۱    | ن/م    | سوم        |
| ۲۰۰۶  | فرمول ۳ سری یورو               | ای‌اس‌ام فرمول ۳          | ۲۰      | ۴   | ۱          | ۵     | ۹    | ۷۵     | دوم        |
| ۲۰۰۶  | مسترز فرمول ۳                  | ای‌اس‌ام فرمول ۳          | ۱       | ۰   | ۰          | ۰     | ۰    | ن/م    | ششم        |
| ۲۰۰۶  | فرمول رنو سری ۳٫۵              | کارلین موتور اسپرت      | ۳       | ۱   | ۱          | ۰     | ۲    | ۲۸     | پانزدهم    |
| ۲۰۰۶  | جایزه بزرگ ماکائو              | کارلین موتور اسپرت      | ۱       | ۰   | ۰          | ۰     | ۰    | ن/م    | بیست و سوم |
| ۲۰۰۷  | فرمول رنو سری ۳٫۵              | کارلین موتوراسپرت       | ۷       | ۱   | ۱          | ۱     | ۴    | ۷۴     | پنجم       |
| ۲۰۰۷  | فرمول یک                       | بی‌ام‌و سائوبر            | ۱       | ۰   | ۰          | ۰     | ۰    | ۶      | چهاردهم    |
| ۲۰۰۷  | فرمول یک                       | اسکودریا تورو روسو      | ۷       | ۰   | ۰          | ۰     | ۰    | ۶      | چهاردهم    |
| ۲۰۰۸  | فرمول یک                       | اسکودریا تورو روسو      | ۱۸      | ۱   | ۱          | ۰     | ۱    | ۳۵     | هشتم       |
| ۲۰۰۹  | فرمول یک                       | ردبول ریسینگ            | ۱۷      | ۴   | ۴          | ۳     | ۸    | ۸۴     | دوم        |
| ۲۰۱۰  | فرمول یک                       | ردبول ریسینگ            | ۱۹      | ۵   | ۱۰         | ۳     | ۱۰   | ۲۵۶    | اول        |
| ۲۰۱۱  | فرمول یک                       | ردبول ریسینگ            | ۱۹      | ۱۱  | ۱۵         | ۳     | ۱۷   | ۳۹۲    | اول        |
| ۲۰۱۲  | فرمول یک                       | ردبول ریسینگ            | ۲۰      | ۵   | ۶          | ۶     | ۱۰   | ۲۸۱    | اول        |
| ۲۰۱۳  | فرمول یک                       | ردبول ریسینگ اینفینتی   | ۱۹      | ۱۳  | ۹          | ۷     | ۱۶   | ۳۹۷    | اول        |
| ۲۰۱۴  | فرمول یک                       | ردبول ریسینگ اینفینتی   | ۱۹      | ۰   | ۰          | ۲     | ۴    | ۱۶۷    | پنجم       |
| ۲۰۱۵  | فرمول یک                       | اسکودریا فراری          | ۱۹      | ۳   | ۱          | ۱     | ۱۳   | ۲۷۸    | سوم        |
| ۲۰۱۶  | فرمول یک                       | اسکودریا فراری          | ۲۱      | ۰   | ۰          | ۳     | ۷    | ۲۱۲    | چهارم      |
| ۲۰۱۷  | فرمول یک                       | اسکودریا فراری          | ۲۰      | ۵   | ۴          | ۵     | ۱۳   | ۳۱۷    | دوم        |
| ۲۰۱۸  | فرمول یک                       | اسکودریا فراری          | ۲۱      | ۵   | ۵          | ۳     | ۱۲   | ۳۲۰    | دوم        |
| ۲۰۱۹  | فرمول یک                       | اسکودریا فراری          | ۲۱      | ۱   | ۲          | ۲     | ۹    | ۲۴۰    | پنجم       |
| ۲۰۲۰  | فرمول یک                       | اسکودریا فراری          | ۱۷      | ۰   | ۰          | ۰     | ۱    | ۳۳     | سیزدهم     |
| ۲۰۲۱  | فرمول یک                       | استون مارتین            | −۲۵۸    | −۵۳ | −۵۷        | −۳۸   | −۱۲۱ | ۴۳*    | دوازدهم*   |
| منبع: |                                |                         |         |     |            |       |      |        |            |